# Cladocarpus dofleini
Cladocarpus dofleini is een hydroïdpoliep uit de familie Aglaopheniidae. De poliep komt uit het geslacht Cladocarpus. Cladocarpus dofleini werd in 1911 voor het eerst wetenschappelijk beschreven door Stechow. 